# علم موردوفيا
أعتمد علم جمهورية موردوفيا في 30 أذار - مارس من سنة 1995 وأجري على العلم تعديل في 20 أيار - مايو من سنة 2008. ويتكون علم جمهورية موردوفيا من ثلاثة ألوان هي الأحمر، الأبيض والأزرق.

## الأعلام السابقة
| العلم | السنوات   | النسبة | الدولة                                                    |
| ----- | --------- | ------ | --------------------------------------------------------- |
|       | 1934–1937 | 1:2    | جمهورية موردوفيا الاشتراكية السوفيتية ذاتية الحكم         |
|       | 1937–1954 | 1:2    | جمهورية موردوفيا الاشتراكية السوفيتية ذاتية الحكم         |
|       | 1954–1990 | 1:2    | جمهورية موردوفيا الاشتراكية السوفيتية ذاتية الحكم         |
|       | 1990–1995 | 1:2    | جمهورية موردوفيا الاشتراكية السوفيتية ذاتية الحكمموردوفيا |
|       | 1995–2008 | 1:2    | موردوفيا                                                  |
|       | 2008–الآن | 2:3    | موردوفيا                                                  |

## أخرى

شعب أرزيا
شعب موكشا